# Hoplocheylus americanus
Hoplocheylus americanus är en kvalsterart som beskrevs av Mercedes Delfinado och Baker 1974. Hoplocheylus americanus ingår i släktet Hoplocheylus och familjen Tarsocheylidae. Inga underarter finns listade i Catalogue of Life.